# Fuero Militar Policial
El Fuero Militar Policial está integrado por órganos jurisdiccionales y fiscales a nivel equivalente. El Código Penal Militar Policial tiene por objeto contribuir al mantenimiento del orden,  la seguridad y la disciplina de las Fuerzas Armadas y de la Policía Nacional del Perú.
Es el órgano jurisdiccional autónomo, independiente e imparcial en el ámbito penal militar policial, es una jurisdicción excepcional e independiente del Poder Judicial, conforme lo establece el artículo 139°de la  Constitución Política del Perú. Es competente para juzgar a los militares y policías en situación de actividad que cometen delito de función.

## Historia
Luego de la independencia del Perú del dominio español, con respecto a la justicia militar, siguieron rigiendo en el Perú las Reales Ordenanzas Españolas de Carlos III de 1768 hasta 1898, fecha de  la dación del primer Código de Justicia Militar en 1898, en el que se estableció la organización y competencia de la jurisdicción  militar, la tipificación de los delitos, la regulación de los procedimientos de juzgamiento y la ejecución de las penas impuestas por los Tribunales Militares.
El Consejo de Guerra y Marina fue creado con la dación del primer Código de Justicia Militar, vigente desde el 20 de diciembre de 1898 hasta el 31 de octubre de 1906. Al promulgarse la Ley N° 273,  cambió su denominación por el de Consejo de Oficiales Generales y se instaló el 7 de diciembre de 1906 hasta el 25 de julio de 1963, en que mediante Decreto Ley N° 14612, Ley Orgánica de Justicia Militar, crea al Consejo Supremo de Justicia Militar hasta el 11 de enero de 2008, que con la Ley N° 29182, crea el Fuero Militar Policial vigente en la fecha.
La justicia militar desde 1999 es legislada por el Congreso de la República.

## Organización
El Fuero Militar Policial tiene como estructura orgánica jurisdiccional al Tribunal Supremo Militar Policial, máximo órgano jurisdiccional, a los Tribunales Superiores y a los Juzgados Militares Policiales.
Así mismo cuenta con una estructura orgánica fiscal, integrada por la Fiscalía Suprema Militar Policial, máximo órgano fiscal, las Fiscalías Superiores y las Fiscalías Militares Policiales.

## Sistema Procesal Penal
La Justicia Militar Policial Peruana, desde su creación el año 1898, tuvo un sistema inquisitivo, caracterizado por ser escriturado, reservado y de larga duración. Es a partir del  1° enero de  2011, con la entrada en vigencia del Código Penal Militar Policial, que se impuso un nuevo sistema acusatorio, adversarial y garantista, el cual define los roles de los operadores jurisdiccionales y fiscales; establece que las audiencias serán orales y públicas, en el que  las partes procesales se encuentran en igualdad de armas y condiciones; prima la celeridad procesal, la transparencia, el debido proceso y la seguridad jurídica, con herramientas tecnológicas modernas, innovándose con sistemas de video conferencias, así como expedientes judiciales, mesa de partes, casillas y notificaciones electrónicas, que le convierten en un sistema acorde a las corrientes procesales actuales.